# Resolució 42 del Consell de Seguretat de les Nacions Unides
La Resolució 42 del Consell de Seguretat de les Nacions Unides, aprovada el 5 de març de 1948, va demanar als membres permanents del Consell de Seguretat de les Nacions Unides consultar i informar sobre la situació a Palestina i fer recomanacions a la Comissió de les Nacions Unides per Palestina. La Resolució també va fer una crida a tots els governs i pobles, especialment als de Palestina per ajudar a la situació de qualsevol manera possible.
La resolució es va aprovar amb vuit vots a favor i l'abstenció de l'Argentina, Síria i del Regne Unit.